# Красное Знамя (Красноярский край)
Красное Знамя — деревня в Емельяновском районе Красноярского края в составе Тальского сельсовета.

## География
Находится на севере района примерно в 29 километрах по прямой на север от районного центра посёлка Емельяново.

## Климат
Климат резко континентальный. Среднемесячная температура воздуха июля составляет +19 °C, а самого холодного месяца — января −16 °C. Средняя продолжительность безморозного периода — 120 дней, с температурой +10 °C — 114 дней, средняя дата последнего заморозка — весной 22 июня, первого, осенью — 20 сентября. Продолжительность безморозного периода 95-116 дней. Годовая сумма осадков составляет до 430—680 см, причём большая часть их выпадает в тёплый период года.

## Население
Постоянное население составляло 10 человек в 2010 году.